# 小山市立車屋美術館
小山市立車屋美術館（おやましりつくるまやびじゅつかん）は、栃木県小山市乙女3丁目にある市立の美術館である。

## 概要
2007年（平成19年）に国の登録有形文化財に登録された小川家住宅の米蔵を、本格的な美術展示室として改装するとともに、主屋（おもや）・庭園なども一般公開し、2009年（平成21年）4月に開館した。小川家はかつて思川の河川舟運を利用して肥料問屋を営んでおり、明治の終わり頃、鉄道の便が良い現在地に移転した。

### 施設概要
- 美術展示室（約198m2）、小川家住宅主屋、小川家展示コーナー、土蔵、庭園等
- 美術展示室の観覧料は、展示内容により異なる。団体料金あり。
- 小川家住宅主屋内部を有料で観覧できる。
- 開館時間 午前9時 - 午後5時 入館時間は午後4時30分まで
- 展示室貸出 年間スケジュールによる。

### 休館日
- 毎週月曜日（休日の場合は除く）
- 休日の翌日（土・日・休日にあたる場合は除く）
- 年末年始（12月29日 - 1月3日）
- 館内整理日（毎月第4金曜日）
- 特別整理期間（年1回、10日以内）

### 所在地
- 〒329-0214 栃木県小山市乙女3丁目10番34号
- 国道4号沿い（ドラッグストア、スポーツ店の向い）に位置する。

### アクセス
- 電車：JR宇都宮線 間々田駅西口より北西方向へ徒歩5分
- 間々田駅西口より国道4号の間々田駅入り口交差点まで約200m、そこから日光市方面へ約200m北上した右側。
- バス：小山市コミュニティーバス「おーバス」間々田路線 乙女3丁目下車
- 自動車：東北自動車道 佐野藤岡ICから国道50号経由 国道4号の東京方面へ約26km